# Liste des œuvres de Léo Delibes

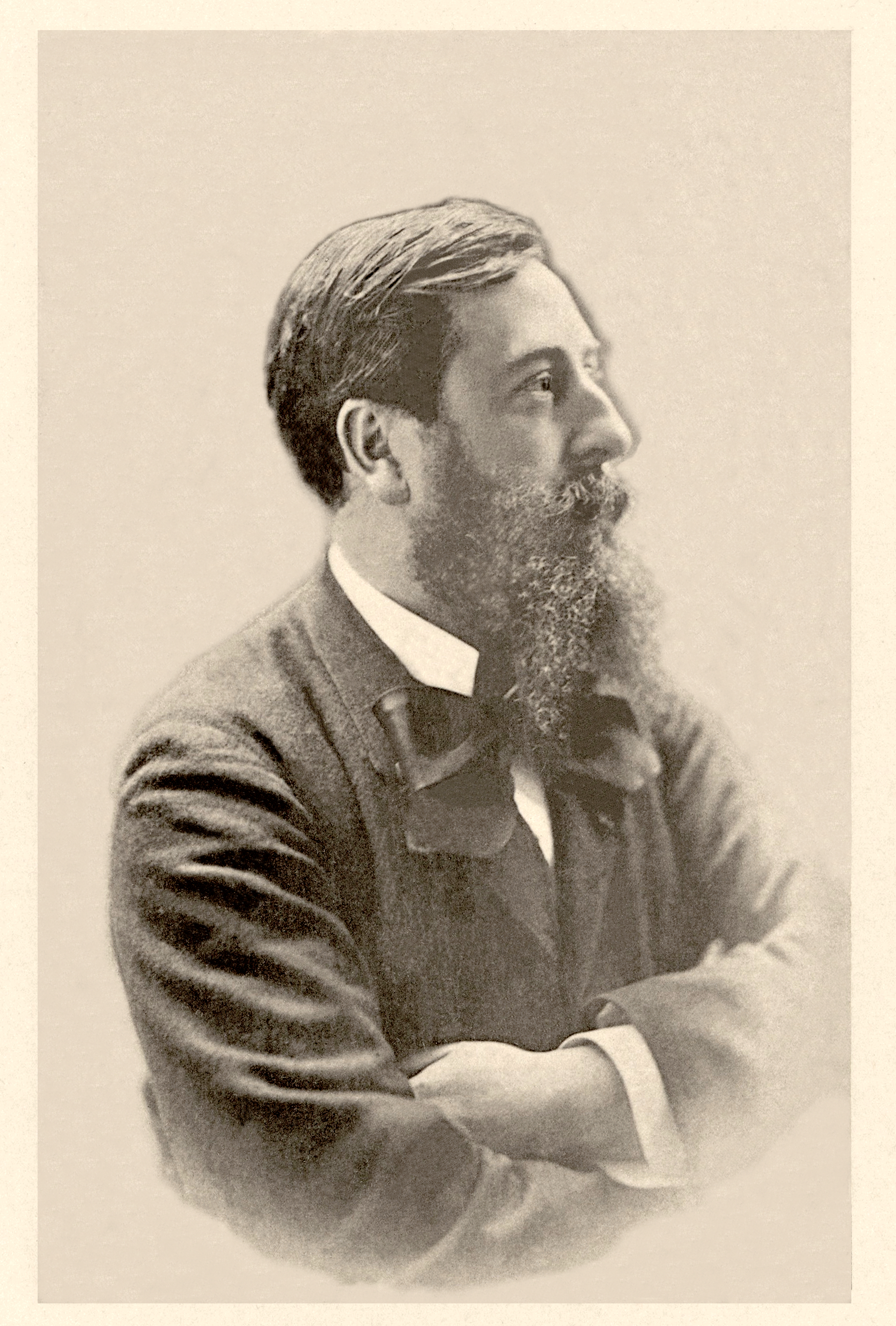
Léo Delibes, en 1888.

Cet article recense la liste des œuvres musicales du compositeur français Léo Delibes.

## Liste des opéras et opérettes
| Titre                                                                                                 | Genre                       | Subdivisions | Livret                                                        | Création                              | Lieu                                    |
| --- | --------------------------- | ------------ | ------------------------------------------------------------- | ------------------------------------- | --------------------------------------- |
| La princesse Ravigote                                                                                 | opéra comique               | 3 actes      |                                                               | perdu                                 |                                         |
| Le Don Juan suisse                                                                                    | opérette                    | 4 actes      |                                                               | perdu                                 |                                         |
| Le roi des montagnes                                                                                  | opéra comique               | 3 actes      |                                                               | inachevé                              |                                         |
| Deux sous de charbon ou Le suicide de bigorneau                                                       | opérette (asphyxie lyrique) | 1 acte       | Jules Moinaux                                                 | 9 février 1856                        | Paris, Folies-Nouvelles                 |
| Deux vieilles gardes                                                                                  | opérette                    | 1 acte       | Théodore Ferdinand Vallon de Villeneuve et Alphonse Lemonnier | 8 août 1856                           | Paris, Théâtre des Bouffes Parisiens    |
| Six demoiselles à marier                                                                              | opérette                    | 1 acte       | Ernest Jaime et Adolphe Choler                                | 12 novembre 1856                      | Paris, Théâtre des Bouffes Parisiens    |
| Maître Griffard                                                                                       | opéra comique               | 1 acte       | Eugène Mestépès et Adolphe Jaime                              | 3 octobre 1857                        | Paris, Théâtre Lyrique                  |
| La fille du golfe                                                                                     | opéra comique               | 1 acte       | Charles Nuitter                                               | mai 2014 par Association"PARADE"      | Arcueil,Théatre "Jean Vilar"            |
| L’omelette à la Follembuche                                                                           | opérette                    | 1 acte       | Eugène Labiche et Marc-Michel                                 | 8 juin 1859                           | Paris, Théâtre des Bouffes Parisiens    |
| Monsieur de Bonne-Étoile                                                                              | opéra comique               | 1 acte       | Philippe Gille                                                | 4 février 1860                        | Paris, Théâtre des Bouffes Parisiens    |
| Les musiciens de l’orchestre (avec Jacques Offenbach, Erlanger, et Hignard)                           | opérette                    | 2 actes      | Philippe Auguste Pittaud de Forges et A. Bourdois             | 25 janvier 1861                       | Paris, Théâtre des Bouffes Parisiens    |
| Les eaux d'Ems                                                                                        | comédie                     | 1 acte       | Hector-Jonathan Crémieux et Ludovic Halévy                    | été 1862                              | Bad Ems, Kursaal                        |
| Mon ami Pierrot                                                                                       | opérette                    | 1 acte       | Lockroy (Joseph Philippe Simon)                               | juillet 1862                          | Bad Ems, Kursaal                        |
| Le jardinier et son seigneur                                                                          | opéra comique               | 1 acte       | Michel Carré et Théodore Barrière                             | 1er mai 1863                          | Paris, Théâtre Lyrique                  |
| Le tradition                                                                                          | prologue en vers            | 1 acte       | H Derville                                                    | 5 janvier 1864                        | Paris, Théâtre des Bouffes Parisiens    |
| Grande nouvelle                                                                                       | opérette                    | 1 acte       | Elisa Adam-Boisgontier                                        | composé en 1864, mais non représenté? |                                         |
| Le serpent à Plumes                                                                                   | farce                       | 1 acte       | Philippe Gille et Cham (Amédée de Noé)                        | 16 décembre 1864                      | Paris, Théâtre des Bouffes Parisiens    |
| Le bœuf Apis                                                                                          | opéra comique               | 2 actes      | Philippe Gille et Eugène Furpille                             | 15 avril 1865                         | Paris, Théâtre des Bouffes Parisiens    |
| Malbrough s’en va-t-en guerre (4e acte seulement, composé avec Georges Bizet, E. Jonas et I. Legouix) | opérette                    | 4 actes      | Paul Siraudin et William-Bertrand Busnach                     | 13 décembre 1867                      | Paris, Théâtre de l'Athénée             |
| L’écossais de Chatou                                                                                  | opérette                    | 1 acte       | Philippe Gille et Adolphe Jaime                               | 16 janvier 1869                       | Paris, Théâtre des Bouffes Parisiens    |
| La cour du roi Pétaud                                                                                 | opéra comique               | 3 actes      | Philippe Gille et Adolphe Jaime                               | 24 avril 1869                         | Paris, Théâtre des Variétés             |
| Fleur-de-lys                                                                                          |                             | 1 acte       | Henry Brougham Farnie                                         | 5 avril 1873                          | Londres, The Royal Philharmonic Theatre |
| Le roi l’a dit                                                                                        | opéra comique               | 3 actes      | Edmond Gondinet                                               | 24 mai 1873                           | Paris, Opéra-Comique                    |
| Jean de Nivelle                                                                                       | opéra                       | 3 actes      | Edmond Gondinet et Philippe Gille                             | 8 mars 1880                           | Paris, Opéra-Comique                    |
| Lakmé                                                                                                 | opéra                       | 3 actes      | Edmond Gondinet et Philippe Gille, d'après Pierre Loti        | 14 avril 1883                         | Paris, Opéra-Comique                    |
| Kassya (inachevé, terminé par Jules Massenet)                                                         | drame lyrique               | 4 actes      | Henri Meilhac et Philippe Gille                               | 24 mars 1893                          | Paris, Opéra-Comique                    |

## Autres œuvres vocales
- La Marseillaise, arrangement pour voix d’hommes (date inconnue)
- Noël, pour 3 voix
- Les prix, pour 2 voix et accompagnement
- Messe brève, pour deux voix d'enfants et orgue
- C’est Dieu, pour chœur
- En avant, pour 3 voix
- Le dimanche, pour 2 ou 3 voix
- Les norvégiennes, pour 2 voix de femmes et accompagnement
- Les nymphes de bois, pour 2 voix de femmes et accompagnement
- La nuit de Noël, pour 4 voix d'hommes, 1859
- Pastorale, pour 4 voix d'hommes, 1865
- Alger, cantate, pour soprano, chœur et orchestre, 1865
- Hymne de Noël, pour chœur, 1865
- Les lansquenets, pour 4 voix d'hommes, 1866
- Les chants lorrains, pour 4 voix d'hommes, 1866
- Marche de soldats, pour 4 voix d'hommes, 1866
- Avril, pour chœur, 1866
- Au printemps, pour 3 voix, 1867
- Chant de la paix, pour 4 voix d'hommes, ou 6 voix mixtes, ou 3 à 4 voix, 1867
- Trianon, pour 4 voix d'hommes, 1868
- La cour des miracles, pour 4 voix d'hommes, 1868
- Les filles de Cadix, pour voix seule, 1874
- Les abeilles, pour 3 voix, 1874
- Les pifferari, pour 3 voix, 1874
- L’écheveau de fil, pour 3 voix, 1874
- Le pommier, pour 3 voix, 1877
- La mort d’Orphée, scène lyrique pour ténor et orchestre, 1877
- Voyage enfantin, pour 3 voix, 1884
- Bonjour Suzon (Good Morning, Sue)

## Ballets
- La source, ou Naila en 3 actes, 1866
- Coppélia, ou La fille aux yeux d’émail en 3 actes, 1870
- Sylvia ou la Nymphe de Diane en 3 actes, 1876 (arrangement pour piano, 1876; suite orchestrale, 1880)

## Divers
- La tradition prologue en forme versifiée, 1864
- Valse ou pas de fleurs pour Le Corsaire d’Adolphe Adam (1867)
- Le roi s’amuse, six airs de danse dans le style ancien, danses, 1882 (arrangement pour piano 1882)